# Doraemon: Nobita to tetsujin heidan
Série
Doraemon: Nobita no Little Star Wars
(1985) Doraemon: Nobita to ryū no kishi
(1987)
Pour plus de détails, voir Fiche technique et Distribution.
Doraemon: Nobita to tetsujin heidan (ドラえもん のび太と鉄人兵団) est un film japonais réalisé par Tsutomu Shibayama, sorti en 1986.

## Synopsis
Doraemon et Nobita combattent une armée de robots.

## Fiche technique
- Titre : Doraemon: Nobita to tetsujin heidan
- Titre original : ドラえもん のび太と鉄人兵団
- Titre anglais : Doraemon: Nobita and the Steel Troops
- Réalisation : Tsutomu Shibayama
- Scénario : Fujiko F. Fujio d'après son manga
- Société de production : Shin-Ei Animation, Shōgakukan et TV Asahi
- Pays :  Japon
- Genre : Animation, aventure, comédie et science-fiction
- Durée : 97 minutes
- Dates de sortie : 
  - Japon : 15 mars 1986
  - France : 16 juillet 1999[réf. nécessaire]

## Doublage
- Nobuyo Ōyama : Doraemon
- Noriko Ohara : Nobita Nobi
- Michiko Nomura : Shizuka Minamoto
- Kaneta Kimotsuki : Suneo Honegawa
- Kazuya Tatekabe : Takeshi Goda
- Kazuyo Aoki : la mère de Gian
- Sachiko Chijimatsu : la mère de Nobita
- Masayuki Katō : le père de Nobita
- Osamu Katō : Zanda Claus / Judo
- Yuriko Yamamoto : Lilulu

## Box-office
Le film a rapporté 20,2 millions de dollars au box-office.